# الفزاعة (دي سي كومكس)
الفزاعة هو شخصية خيالية شريرة في القصص المصورة من نشر دي سي كومكس. ظهرت الشخصية لأول مرة في العدد رقم 3 من أروع كوميكس في العالم عام (1941)، ابتكر الشخصية كلاً من بوب كين وبيل فينغر. هو الدكتور جوناثان كرين، وهو طبيب نفسي مغرور ونرجسي، ويستخدم مجموعة متنوعة من المخدرات والتكتيكات النفسية لاستغلال مخاوف خصومه. وهو أحد أعداء باتمان.